# إزار إسكتلندي

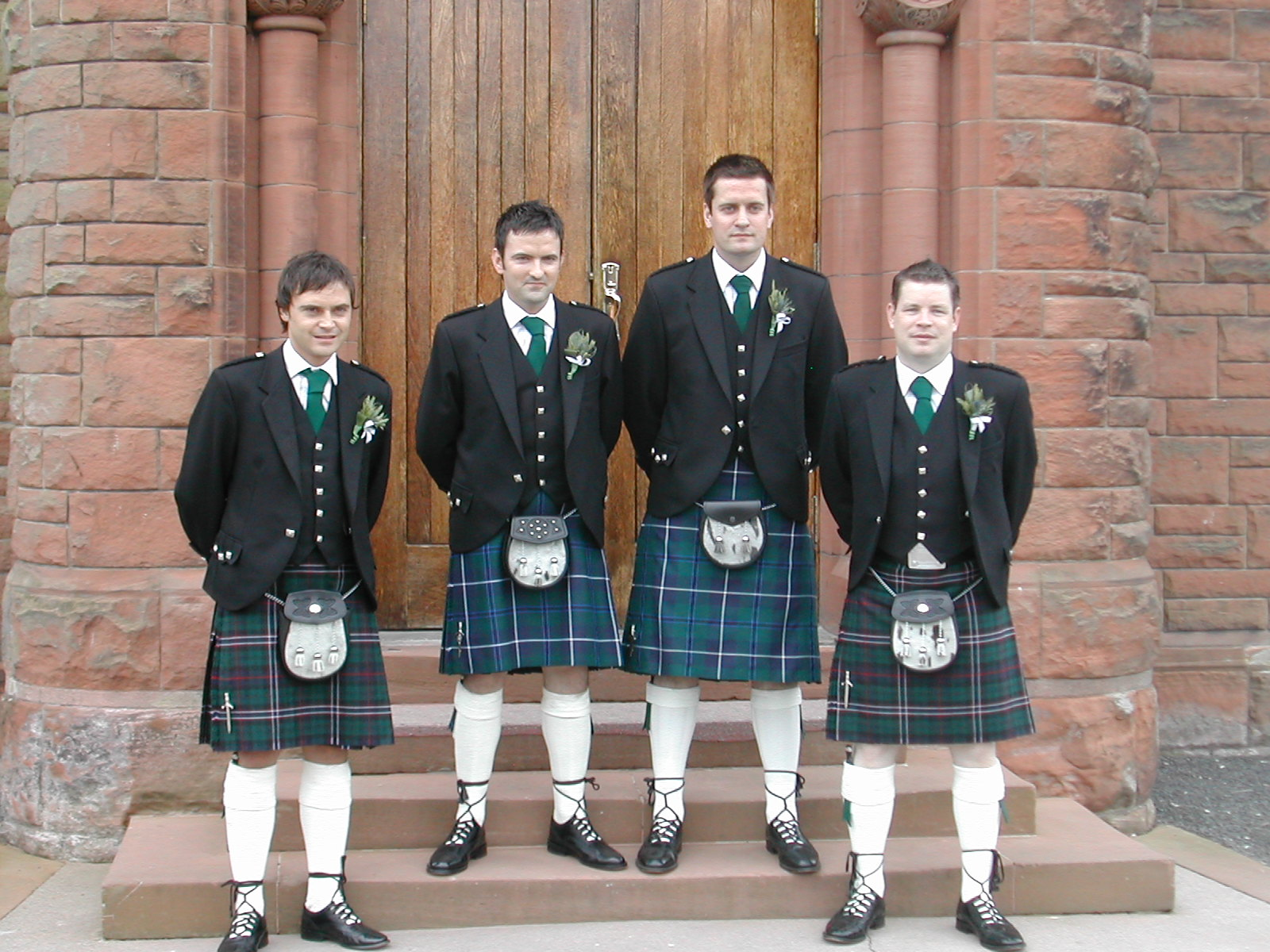
رجال إسكتلنديون مرتدين الزي التراثي الإسكتلندي والمتميز بالإزار.

الإزار الإسكتلندي أو الكِلت (Kilt) هو لباس يرتديه الذكور في إسكتلندا يشبه الإزار اليمني. وهو جزء من الزي الشعبي لإسكتلندا في المملكة المتحدة. وهو يختلف عن الإزار الإيرلندي أو الإزار الويلزي، حيث أن الإزار الإسكتلندي أكثر شهرة.